# Ulster Open 1979
Die Bangor Sports Store Ulster Open 1979 im Badminton fanden vom 8. bis zum 10. November 1979 in Belfast statt. Am Turnier nahm die gesamte walisische Badmintonnationalmannschaft teil.

## Finalresultate
| Disziplin    | Sieger                           | Finalist                     | Ergebnis          |
| ------------ | -------------------------------- | ---------------------------- | ----------------- |
| Herreneinzel | Bill Thompson                    | Yim Chong Lim                | 6-15, 15-6, 15-10 |
| Dameneinzel  | Diane Underwood                  | Barbara Beckett              | 1-11, 11-8, 11-5  |
| Herrendoppel | Bill Thompson Clifford McIlwaine | Yim Chong Lim Brian Jones    | 15-7, 15-7        |
| Damendoppel  | Diane Underwood Barbara Beckett  | Ann Crossan Christine Nelson | 15-7, 15-7        |
| Mixed        | Bill Thompson Barbara Beckett    | Brian Jones Pat Coope        | 15-2, 15-5        |